# Felicola subrostratus
Espèce
Felicola subrostratus, insecte de la famille des Trichodectidae, est la seule espèce de poux qui touche les chats domestiques. Ce pou peut être vecteur d'une dermatose à évolution chronique. Il ne parasite pas l'homme.

## Synonymes
- Trichodectes subrostratus Burmeister, 1838
- Felicola (Eichlerella)  subrostratus Conci, 1942